# گرادیشته (پیروت)
گرادیشته (به صربی: Gradište) یک منطقهٔ مسکونی در صربستان است که در پیروت واقع شده‌است. گرادیشته ۸۶ نفر جمعیت دارد.